# Examens des performances environnementales de la CEE-ONU
Pour les articles homonymes, voir EPE.
Les Examens des performances environnementales (EPE) de la CEE-ONU (anglais : Environmental Performance Review - EPR) évaluent les progrès accomplis par chaque pays dans l'amélioration de sa politique environnementale. Les EPE sont menés sous les auspices du  Comité des politiques de l’environnement de la Commission économique des Nations unies pour l'Europe (CEE-ONU).

## Objectif
Les EPE fournissent aux pays examinés une évaluation externe et indépendante de la façon dont ils conduisent le processus de réduction de la pollution, gèrent leurs ressources naturelles, et dont ils protègent la nature et l'environnement. Les EPE évaluent également les progrès accomplis par les gouvernements dans le respect de leurs engagements internationaux sur l'environnement et le développement durable, comme les Objectifs de développement durable.

## Historique
Le programme des EPE de la CEE-ONU a été inspiré par un  programme similiare (en) lancé par l’Organisation de coopération et de développement économiques (OCDE) pour ses États membres en 1991. En 1993 à la deuxième conférence ministérielle «Un environnement pour l'Europe" qui s'est tenu à Lucerne, en Suisse, la CEE-ONU a été invitée à exécuter un programme des EPE pour ses États membres qui n'étaient pas couverts par le programme EPE de l'OCDE . Par conséquent, les EPE de la CEE-ONU se concentrent principalement sur les pays de l'Europe de l'Est, du Caucase, de l'Asie centrale et de l'Europe du Sud-Est connus comme économies de transition.
Le premier cycle des EPE a établi les conditions de base en ce qui concerne l'état de l'environnement et les politiques environnementales nationales. Le deuxième cycle des EPE s'est penché sur la mise en œuvre et le financement des politiques environnementales, l'intégration des préoccupations environnementales dans les secteurs économiques et la promotion du développement durable . Presque tous les pays membres de la CEE-ONU éligibles aux EPE ont été examinés deux fois.
Le troisième cycle d’examens des performances environnementales a été lancé lors de la septième conférence ministérielle «Un environnement pour l'Europe » qui s'est déroulée à Astana, au Kazakhstan en 2011. Il se concentre sur la gouvernance environnementale et l’économie verte. Il analyse également la coopération des pays avec la communauté internationale et de l'intégration de l'environnement dans les secteurs prioritaires.

## Sujets de l'EPE
Les sujets couverts dans le rapport de l'EPE sont choisis par le pays qui demande à être examiné par la CEE-ONU. Les EPE couvrent des questions horizontales telles que la législation et l'élaboration des politiques, l'application et le respect des régulations environnementales, l'utilisation des instruments économiques pour la protection de l'environnement, et l'information et l'éducation environnementale. Ils décrivent en détail les questions de gestion de l'eau, protection de l'air, gestion des déchets, biodiversité et des aires protégées, ainsi que l'intégration des considérations environnementales dans certains secteurs tels que l’agriculture , l’énergie, la sylviculture, l’industrie, les transports ou la santé. Les questions transversales, telles que la surveillance environnementale et le changement climatique sont également abordées dans les EPE.

## Processus de l'EPE
L'EPE est un exercice volontaire qui n'est entrepris qu'à la demande d'un pays. Une fois la demande reçue, le secrétariat de la CEE-ONU organise une mission préparatoire dans le pays à examiner afin d’établir la structure de l'examen.
À la fin des activités préparatoires, une équipe d'experts internationaux est mise en place. Ces experts participent à une mission d'évaluation dans le pays où ils se réunissent avec les représentants gouvernementaux nationaux et locaux, les organisations internationales, les groupes de la société civile et le secteur privé afin d'acquérir une connaissance approfondie des questions environnementales spécifiques du pays examiné. Les experts internationaux sont désignés par les gouvernements ou les organisations internationales, telles que l’OCDE, le Programme des Nations unies pour l'environnement (PNUE), la Commission économique des Nations unies pour l'Afrique (CEA-ONU), le Programme des Nations unies pour le développement (PNUD), la Stratégie internationale des Nations unies pour la prévention des catastrophes (en) (UNISDR), le Bureau des Nations unies pour la coordination des affaires humanitaires (OCHA), l’Agence européenne pour l'environnement (EEE), l’Organisation mondiale de la santé (OMS) et la Banque mondiale (BM). À la fin de la mission d'évaluation, les experts préparent des chapitres qui seront compilés dans un projet de rapport de l'EPE.
Le projet de rapport de l'EPE est d'abord examiné par le Groupe d'experts des EPE qui se compose de représentants de dix pays membres de la CEE-ONU élus pour trois ans. Lors de cet examen, les membres du Groupe d'experts discutent avec une délégation du pays examiné le projet de rapport d’EPE, avec une attention particulière donnée aux conclusions et recommandations. À la fin de l'examen, le rapport est modifié et soumis au Comité des politiques environnementales pour un examen par les pairs .
Lors de la session annuelle du Comité des politiques environnementales, les États membres de la CEE-ONU et une délégation de haut niveau du pays examiné discutent et révisent les recommandations de l’EPE. Le Comité des politiques de l'environnement adopte les recommandations du rapport de l’EPE et le pays s’engage à les mettre en œuvre.
Le rapport est ensuite finalisé, puis publié. Un événement de lancement officiel de la publication de l’EPE se déroule généralement dans le pays examiné. En général, l'événement de lancement s’accompagne d'une conférence de presse avec des représentants gouvernementaux de haut niveau.
Quand un EPE est conduit dans un pays pour la deuxième ou la troisième fois, les responsables gouvernementaux préparent généralement une auto-évaluation de la mise en œuvre des recommandations de l'examen précédent. Les résultats de l'auto-évaluation sont ensuite examinés par l'équipe d'experts internationaux et font ensuite partie intégrante du rapport de l’EPE.

## Pays examinés
La liste des pays examinés . 
En 2012 - 2013, le programme de l’EPE de la CEE-ONU a entrepris l'examen des performances environnementales d'un pays non membre de la CEE-ONU – le Maroc . L'EPE du Maroc  a été réalisé en coopération avec la Commission économique des Nations unies pour l'Afrique (CEA-ONU) pour faciliter le transfert de la méthodologie des EPE ainsi que le savoir-faire de la CEE-ONU à la CEA-ONU. En 2017, le programme EPR de la CEE-ONU a entrepris l'examen d'un autre pays non membre de la CEE: la Mongolie. Cet examen a été réalisé en coopération avec la CESAP.

## Valeur pratique des EPE
En fournissant des recommandations concrètes et sur-mesure, le rapport de l'EPE aide les pays à réconcilier leur développement économique et social avec la protection de l'environnement.
Contrairement aux traités internationaux ratifiés, les pays n’ont pas d’obligation légale et formelle de mettre en œuvre les recommandations de l’EPE. Cependant, les gouvernements font de sérieux efforts pour mettre en œuvre ces recommandations. Le taux moyen de mise en œuvre des recommandations de l'EPE est d'environ 75 pour cent.
Les mesures pratiques qui ont été mises en œuvre à la suite des EPE comprennent le renforcement des institutions et de la gouvernance de l'environnement, l'adoption de nouvelles lois et politiques, l'introduction d'instruments économiques pour la protection de l'environnement, une meilleure intégration des considérations environnementales dans les politiques sectorielles, l'augmentation de dépenses gouvernementales pour la protection de l'environnement.

## Les EPE et le programme mondial
Depuis 2017, les EPE comprennent l'examen des buts et objectifs pertinents du Programme de développement durable à l'horizon 2030 et des recommandations aux pays sur la réalisation des ODD 